# Villandro
Villandro (en allemand, Villanders) est une commune italienne d'environ 1 900 habitants située dans la province autonome de Bolzano dans la région du Trentin-Haut-Adige, dans le Nord-Est de l'Italie.

## Géographie

Paysage dans les montagnes autour de Villandro. Avril 2018.

## Administration
| Période                                  | Période | Identité | Étiquette | Qualité |
| ---------------------------------------- | ------- | -------- | --------- | ------- |
|                                          |         |          |           |         |
| Les données manquantes sont à compléter. |         |          |           |         |

### Hameaux
San Maurizio, Santo Stefano, San Valentino

### Communes limitrophes
Les communes limitrophes sont  Barbiano, Chiusa, Laion, Renon et Sarentino.